# M6 (Hongarije)
De M6 is een ongeveer 193 kilometer lange snelweg (noord-zuidverbinding) gelegen in Hongarije tussen de ringweg M0 van de hoofdstad Boedapest en de stad Dunaújváros in het midden van het land via Szekszárd naar Bóly. De snelweg werd op 31 maart 2010 opgeleverd. Bij Bóly sluit de M60 naar Pécs aan.
De snelweg sluit vanaf 2025 aan op de A5 (Kroatië); het stuk tussen Bóly en Villány werd in mei 2024 geopend.
De snelweg is aangelegd naast de bestaande nationale weg 6 en zal als verbindingsweg fungeren van Boedapest naar Kroatië, Bosnië-Herzegovina en andersom.
M0 ·
M1 ·
M2 ·
M3 ·
M4 ·
M5 ·
M6 ·
M7 ·
M8 ·
M9 ·
M15 ·
M19 ·
M25 ·
M30 ·
M31 ·
M35 ·
M43 ·
M44·
M51 ·
M60 ·
M70·
M76·
M80·
M85·
M86